# Vorthgraben
Der Vorthgraben ist ein 2,1 km langer, orografisch rechter Nebenfluss des Stollenbachs in Nordrhein-Westfalen, Deutschland. 

## Geographie
Der Bach entspringt etwa 2,5 km westlich von Westerkappeln innerhalb der Streusiedlung Metten auf einer Höhe von 82 m ü. NN. Er fließt vorrangig in nordwestliche Richtungen und mündet etwa 2 km östlich von Mettingen in den Stollenbach und damit in die Speller Aa. Bei einem Höhenunterschied von 23 m beträgt das mittlere Sohlgefälle 11 ‰. Das Einzugsgebiet wird über Speller Aa, Große Aa und Ems zur Nordsee entwässert.